# クリノメーター

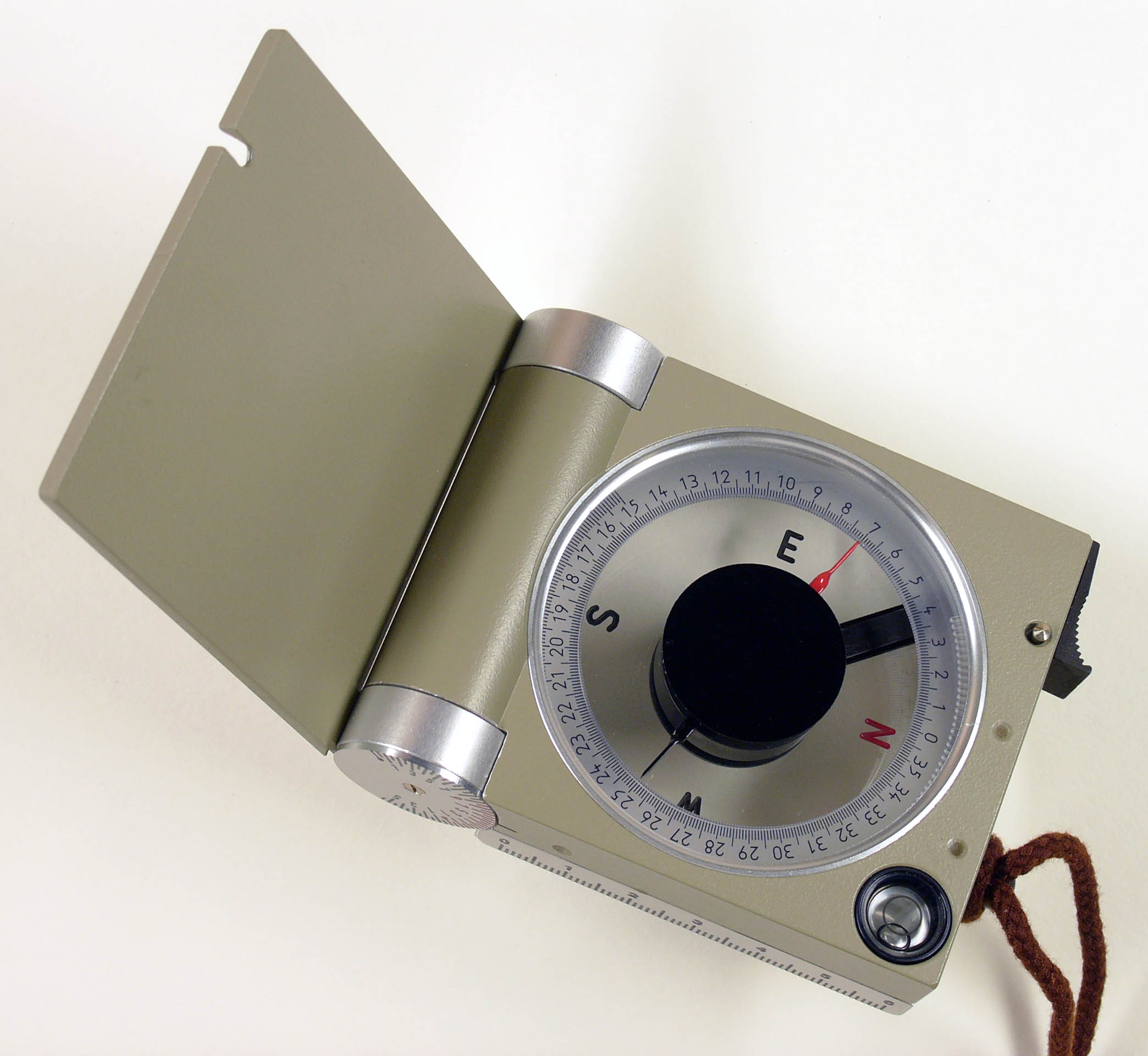
クリノメーターの一例

クリノメーターとは、地質調査（地表踏査）において、面構造および線構造の測定を行うときに用いる道具である。面構造の場合は、地層面などの走向・傾斜の測定で利用される。
ルーペ・ハンマーと共に、地質調査の三種の神器とも呼ばれる。間縄測量などの簡単な測量にも使える。
なお、英語圏では compass and clinometer や geological compass などとよばれる。この器具のことをクリノメーターというのは日本国内に限られる。

## 概要

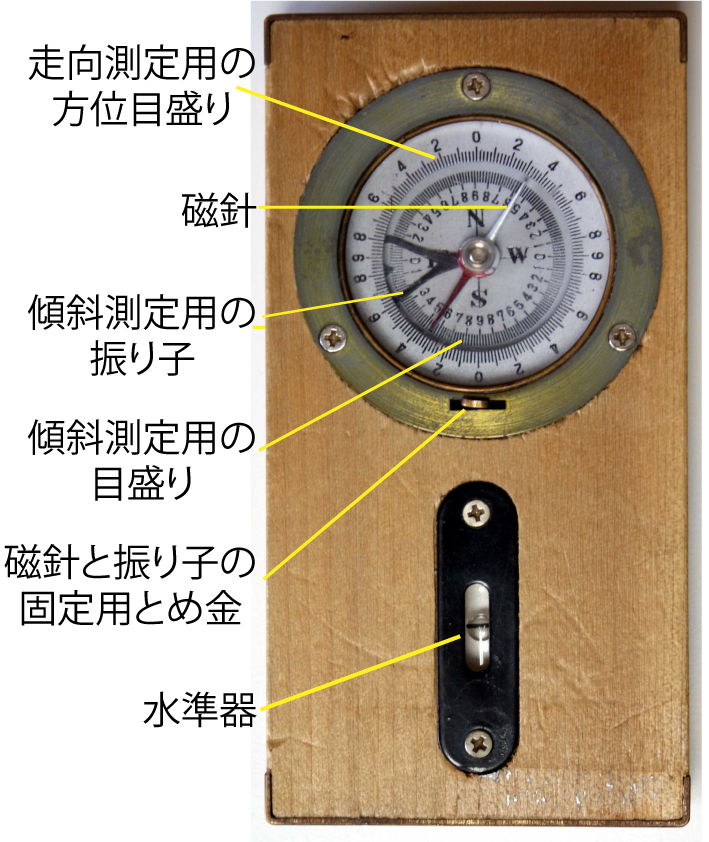
日本国内で使用されるクリノメーターの各部位の名前
コンパスの東西表示が逆になっている点、方位目盛りが90度表示である点が特徴。

日本では、板付きクリノメーターがよく用いられる。日本でよく使用されるクリノメーターは、方位磁針・傾斜計（振り子）・水準器から構成される。特徴として、読み取りの便宜上、方位磁針の東・西の表示が逆になっている点、方位角度が360°表示でなく90°表示になっている点が挙げられる。
日本国内においては、本体の材質は従来は木もしくはアルミニウム合金だったが、近年ではプラスチック製も登場した。振り子と磁針がオイルダンプされたカプセルに封入されているのも特徴である。また最近になってデジタル式クリノメーターも実用化された。
このほか、日本ではクリノコンパスも用いられている。

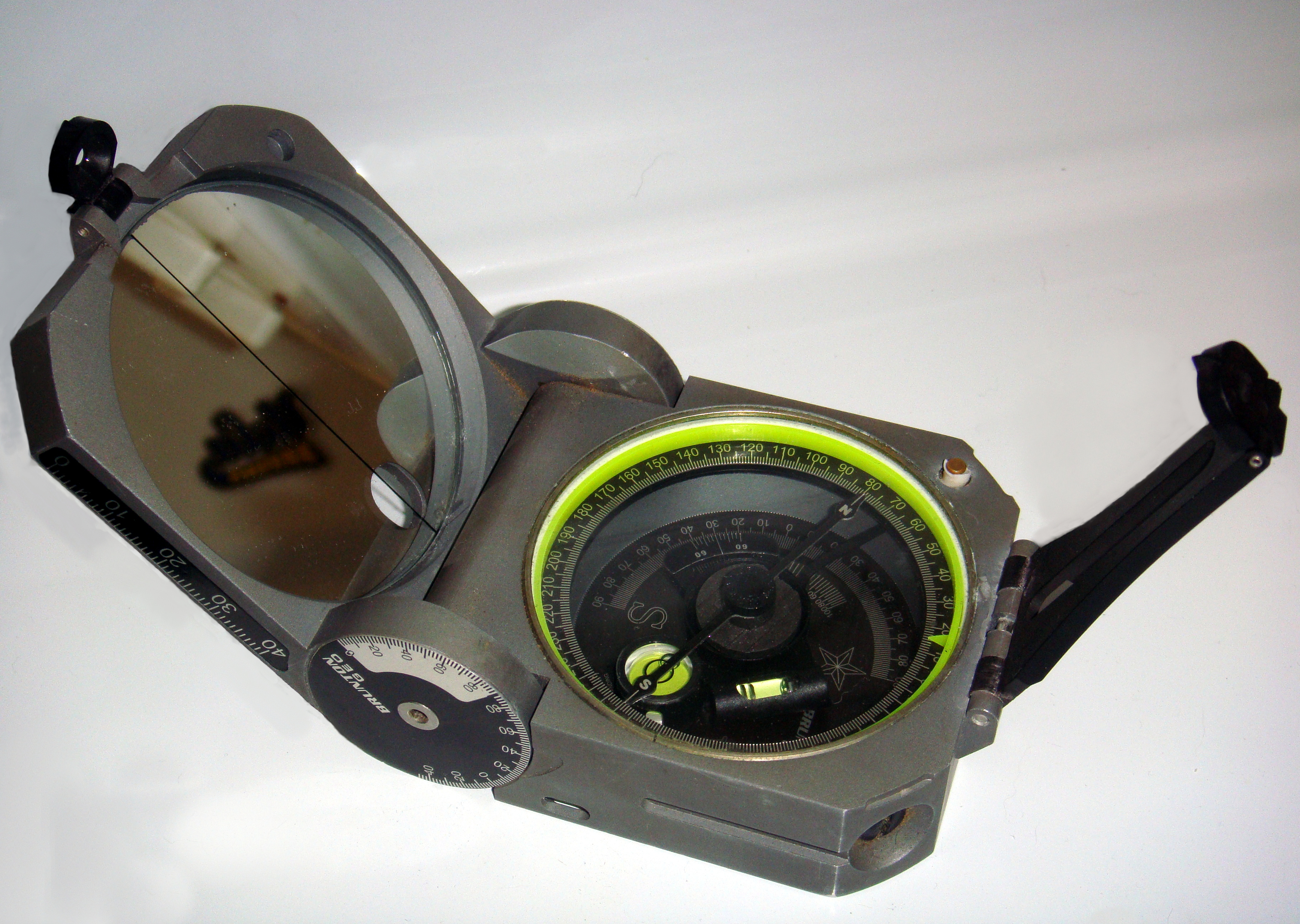
欧米で使用されるブラントンコンパス

なお、欧米では、ブラントンコンパスがよく用いられる。ブラントンコンパスは、方位磁針・水準器・傾斜器から構成されている。

## 面構造の測定方法

### 走向の測定
測定面にクリノメーターの長辺を水平に当てて、磁針の示す方位角を読み取る。　

### 傾斜の測定
測定面の最大傾斜方向つまり走向方向に対して直角の方向にクリノメーターの長辺側の側面を当てて、傾斜計の示す傾斜角を読み取る。

### 補助走向板の活用
クリノメーターを当てるだけの広さの適当な面が無い、あるいは測定面に近寄れないなどの場合に、適当な板を測定面と平行に固定し、その板の面を測定することもよくある。実際上、測定面が理想的な平面なのは稀で、大抵は凸凹していたりうねっていたりするので、測定面全体としての平均的な走向・傾斜を正確に測定するには、むしろ補助走向板を常時、活用するのが望ましい。

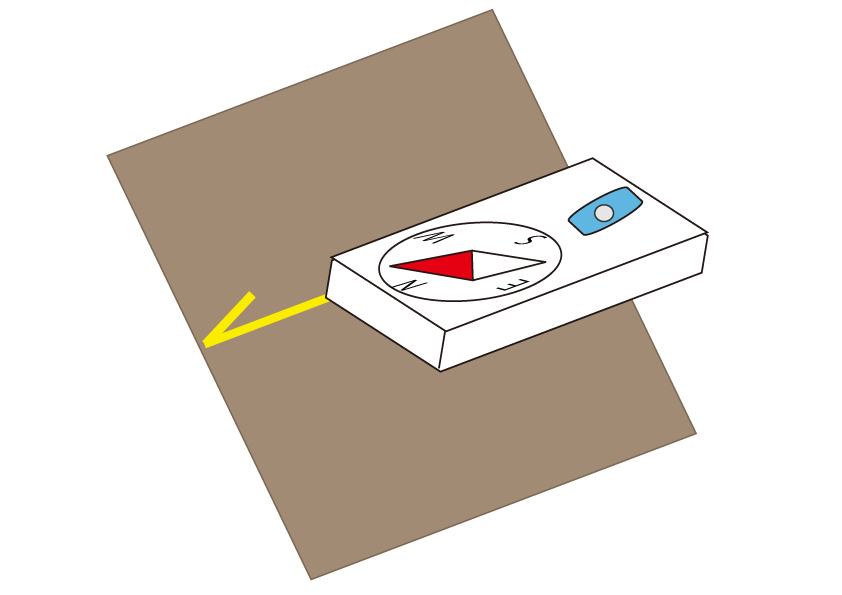
走向の測定方法
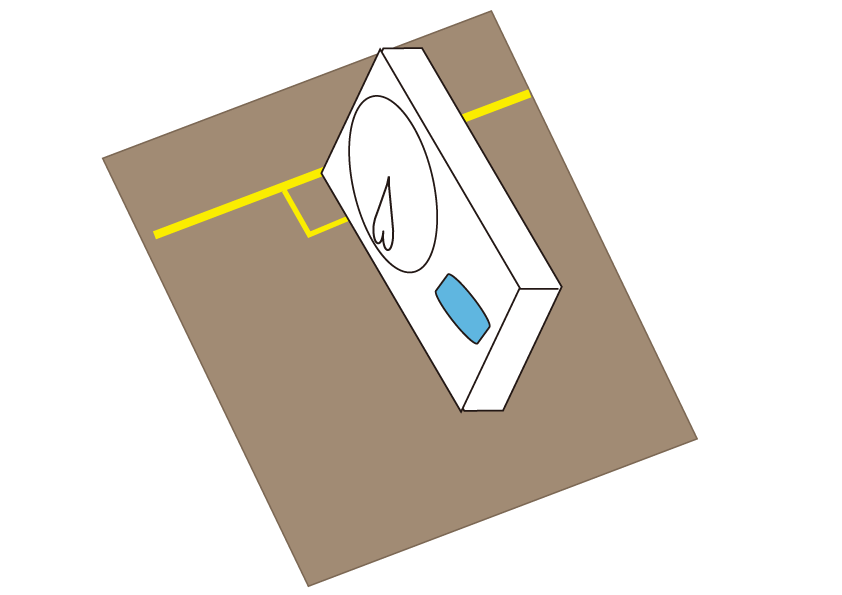
傾斜の測定方法

## 線構造の測定方法
線構造の測定の際は、まず、線構造の層理面についてクリノメーターを使って走向・傾斜を測定する。次に、層理面上に走向線をかき、走向線と線構造のなす角（レーク）を分度器で測定する。
また、トレンドは、走向板を走向線上で垂直に立てたうえで、クリノメーターで走向を測定することで直接把握できる。プランジは、クリノメーターの長辺を走向線上で垂直に立てることで測定できる。

## 日本最古のクリノメーターを発見
岩松暉によると、日本最古と思われるクリノメーターは尚古集成館にて発見された。

## クリノメーターの分類

### 従来よりあるクリノメーター
木またはアルミニウム合金製で、方位磁針・傾斜計はガラス板で覆われている。多くの地質学生・研究者・技術者などが長年、慣れ親しんでいるモデルである。
- 木製クリノメーター
教科書にも登場する、一番オーソドックスなクリノメーター。木製で水に落としても沈まない。
- アルミ合金製クリノメーター
木製クリノメーターと構造はほぼ同じである。初心者からベテランまで幅広く用いられる。
- 深田式クリノコンパス
ベテラン向き。走向角・傾斜角を高い精度で測定できる。メーカーでの生産は打ち切られている。本器を若干、小型化したものが市販されている[要出典]。

### プラスチック製のクリノメーター
プラスチック製で、方位磁針・傾斜計はオイルとともにカプセルに封入されている。当初はシルバ社やスント社の傾斜計装備の高級コンパスを個人が購入し、水準器を貼り付けるなどの工夫をしていた。現在では複数の国内メーカーがシルバ社製のコンパスを改造してクリノコンパスとして市販している。最大の利点はオイル封入により磁針が静止したままほとんど振れず、読み取りが一瞬かつ正確に可能なことである。水に強くて壊れにくく、磁針の磨耗もほとんど無く、メンテナンスフリーである。本体がプラスチックなので非常に軽い（水には沈む）。　
- プラスチック製クリノコンパス
- プラスチック製クリノコンパス
方位角を精度よく読みとる独特の機構が特徴

### デジタルクリノメーター
内蔵センサが測定するデジタル式のクリノメーター。読み取りが一瞬ですむ、結果を記録できる、GPS内蔵のものは同時に位置情報も記録できるなどの利点がある。さらに、測定・解析に手間がかかる線構造の方向も一瞬で知ることができる。
近年はスマートフォンの普及に伴って、スマートフォンをクリノメーター代わりに使用できるアプリケーションが開発されている。スマートフォンに内蔵されている地図アプリケーションと連携することにより、自動でルートマップを作成できるアプリケーションも存在している。国内ではジーエスアイ株式会社などが開発、販売を行い、従来の外国製デジタルクリノメーターに比べ安価で機能的である。膨大なデータを扱う構造地質関係の分野や、GPSを活用しての地形図の使いにくい地域での地質調査に有効である。　
- デジタルクリノメーター
- スマートフォン上で動作するクリノメーターアプリ